# 12 апостолів

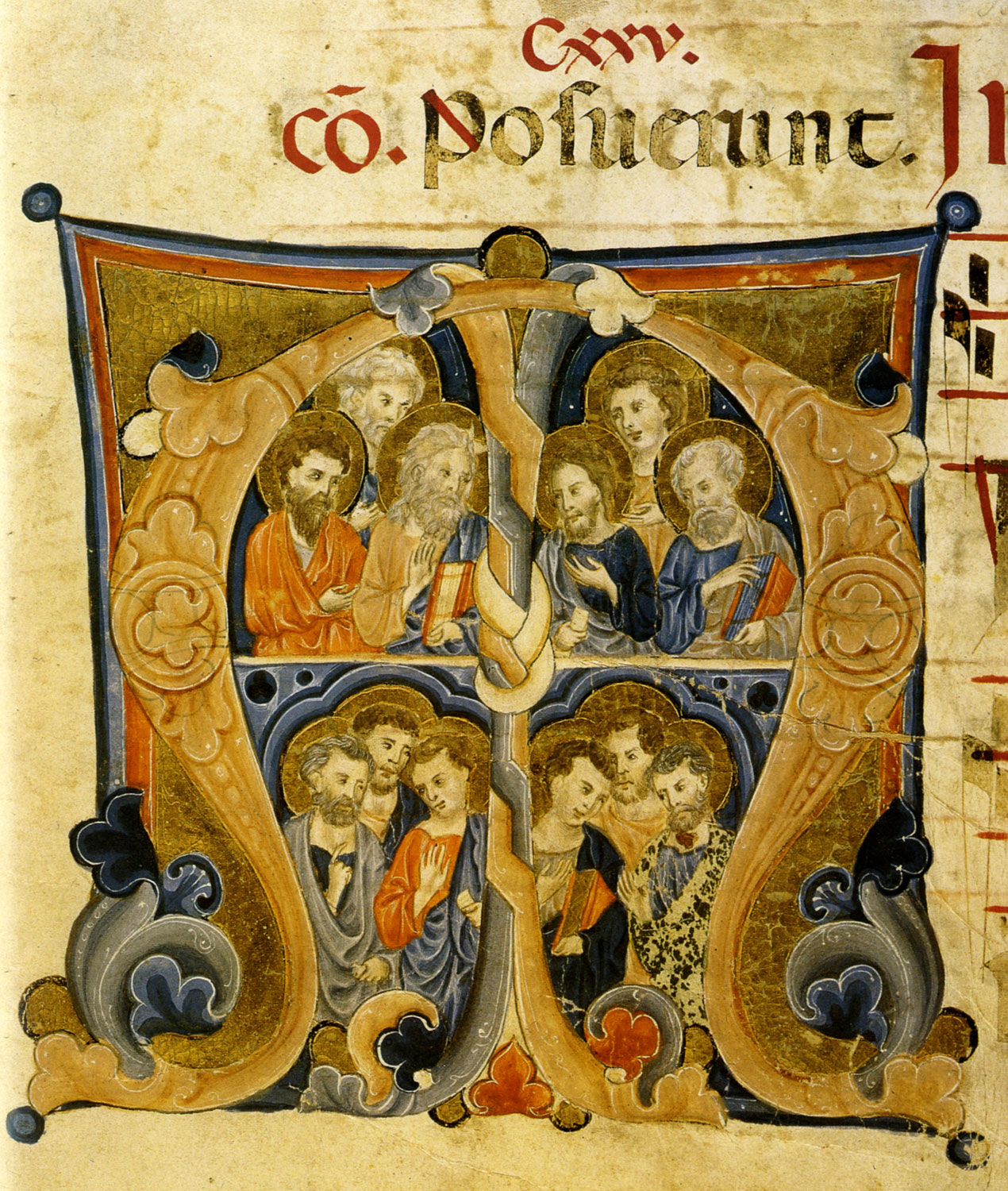
Дванадцять апостолів
(книжкова мініатюра, XIII століття)

Дванадцять апостолів (грец. απόστολος — «посол, посланник») — дванадцять найближчих учнів Ісуса Христа (не слід плутати з апостолами від 70-ти).
Згідно з євангельським оповіданням, під час земного життя Ісус Христос вибрав дванадцять найближчих учнів, яких називають «дванадцятьма апостолами» або «апостолами від дванадцяти». Відомості про їх життя відомі з Євангелія та Дій святих апостолів, які входять в Новозавітний канон, а також із Священного Передання.

## Список дванадцяти апостолів

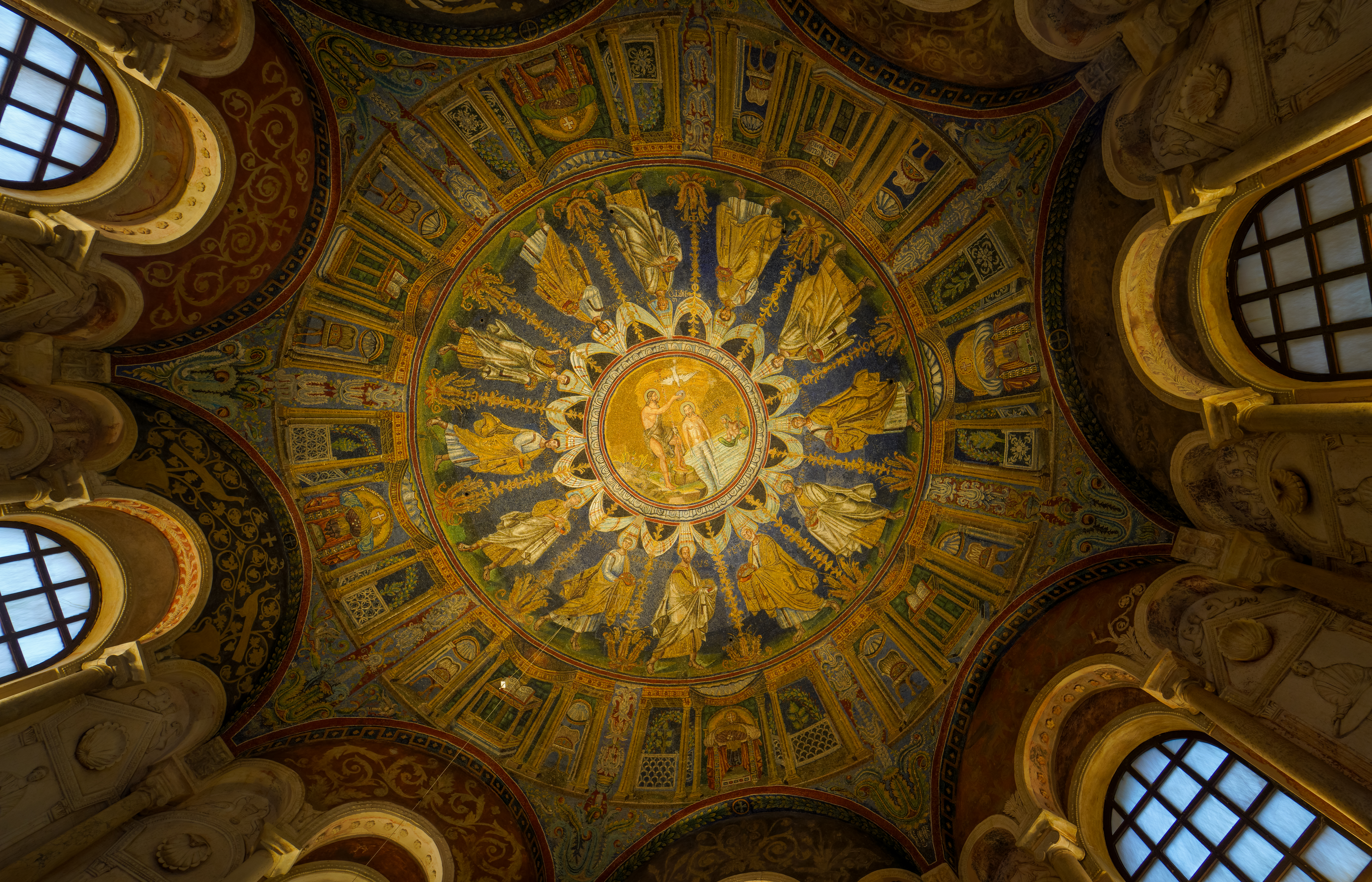
Дванадцять апостолів (мозаїка Баптистерія православних, Равенна, V століття)

1. Андрій (грец. Ανδρέας, івр. אנדראס הקדוש), брат Апостола Петра, рибалка з Віфсаїди, учень Івана Хрестителя.
2. Петро (івр. פטרוס), він же Симон, син Йонин (івр. שמעון — арам. ܫܡܥܘܢ ܟܐܦܐ Шимон Бар-Йона — син Іони), також званий Кифа (івр. כיפא), (Кам'яна скеля), брат Апостола Андрія.
3. Іван (син Зеведея), (івр. יוחנן בן זבדי, Йоханан Бен-Заведі), також прозваний Богословом, брат Апостола Якова. Разом з братом названий Ісусом «Сини грому» (Воанергес). Згідно з церковною традицією ототожнюється з євангелістом Іваном, євангеліст.
4. Яків Зеведеїв (син Зеведея), (івр. יעקב בן זבדי, Яаков Бен-Заведи), брат Апостола Іоанна.
5. Пилип із Віфсаїди (грец. Φίλιππος, івр. פיליפ מבית צידה, Філіп Мі Бейт-Цаеда).
6. Варфоломій (арам. ܒܪܬܘܠܡܝ ܫܠܝܚܐ син Талмая івр. ברתולומאוס) він же Нафанаїл (івр. נתנאל Нетанель— «Дар Божий»), родом з Кани Галилейської, про якого Ісус Христос сказав, що це справжній ізраїльтянин, в якому нема лукавства.
7. Матфей, митар, (івр. מתתיהו (מתי) לוי, Матитьяху (Мати) Леві), він же Левій Алфеїв (об'єднання на підставі паралелізму[2]), євангеліст.
8. Фома, (івр. תומא יהודה, Тома Йехуда), званий Дидимос/Теом (Близнюк).
9. Яків Алфеїв (син Алфея), (івр. יעקב בן-חלפי, Йааков Бен Халфай), брат Тадея.
10. Юда Тадей (син Алфея), (івр. יהודה בן יעקב, Йехуда Бен-Йааков), він же Юда Яковів або Леввей, брат Апостола Якова Алфеїва.
11. Симон Кананіт, він же Симон Зилот (івр. שמעון הקנאי, Шимон Ха-Канаі).
12. Юда Іскаріот, (івр. יהודה בן שמעון, Йехуда Бен-Шимон) (івр. איש קריות, іш-кериййот — Іш (чоловік) з поселення Карійот), зрадив Ісуса Христа. Після Вознесіння Ісуса Христа замість нього в число дванадцяти апостолів увійшов Матфій (не плутати з ап. Матфеєм, митарем).

За Переказами, всі апостоли від дванадцяти, за винятком Іоанна та Іуди Іскаріота, померли мученицькою смертю. Апостол Іоанн єдиний, хто помер власною смертю від старості.
Павло, він же Савл із Тарса (івр. שאול התרסי, Шауль Ха-Тарси), покликаний після вознесіння Ісуса Христа. Він не входить до числа дванадцяти апостолів, але є одним з найбільш шанованих (першоверховних) апостолів християнства. Павло, так само як і переважна більшість із дванадцятьох апостолів помер мученицькою смертю.
Згідно Дій апостолів, замість Юди жеребкуванням між Матфієм і Йосипом Варсавою було вибрано першого.

## Шанування
Кожному з апостолів, за винятком Юди Іскаріота, в календарях християнських церков встановлені окремі дні пам'яті. Православна церква також здійснює соборну пам'ять дванадцяти апостолів 30 червня (13 липня). Апостол Петро і апостол Павло, які зробили найбільший внесок у становлення християнства (з першості порядку і праць), у православній традиції іменуються першоверховними.
Головним храмом Константинополя спочатку була церква Апостолів, побудована близько 330 року Костянтином Великим і згодом стала гробницею візантійських імператорів.
Існує звичай зображення всіх дванадцяти апостолів однією іконою або барельєфом.
Мощі апостолів знаходяться в Італії (Андрія — у Амальфі, Варфоломія — у Беневенто, Якова Алфієвого й Філіпа — в Римі, Матвія — в Салерно, Томи — в Ортоні), у Ватикані (Петра, і Тадея, і Симона Кананіта), в Іспанії (Якова Зеведеєвого — в Сантьяго-де-Компостела), в Німеччині (Матфія — у Трирі).